# 2023年7月逝世人物列表
2023年逝世人物列表：1月 - 2月 - 3月 - 4月 - 5月 - 6月 - 7月 - 8月 - 9月 - 10月 - 11月 - 12月
2023年7月逝世人物列表，是用于汇总2023年7月期间逝世人物的列表。

## 依日期排序

### 31日
- 潘小俠，69歲，原名潘文鉅，台灣攝影家。[1]
- 楊貫一，90歲，香港國際級大廚，富臨飯店、阿一鮑魚創辦人。[2]
- 陳信義，65歲，台灣政治人物，彰化縣和美鎮好修里里長。死於熱衰竭。[3]
- 安格斯·克勞德，25歲，美國演員，代表作《高校十八禁》。藥物過量而死。[4]
- 邢黃滿金，88歲，台灣網絡紅人，被封為「超狂潮嬤」。病逝。[5]
- 賈麥穗（英語：Shuimak Ka），90歲，美籍華人勞工運動活動家，紐約華裔工人婦女聯合會創始人，1982年曼哈頓華埠大罷工運動領導者。[6]

### 30日
- 黃光國，77歲，臺灣心理學家、國立台灣大學心理系教授。[7]
- 大衛·阿爾巴哈里（[Давид Албахари] 错误：{{Langx}}：無法辨識語言標籤 sr-cyr（帮助）），75歲，塞爾維亞作家、譯者[8]。
- 保罗·鲁宾斯（英語：Paul Reubens），70歲，美國演員、喜劇演員、作家、製片人[9]。
- 滕藤，93歲，中國核化工學家，教育家。中國科學技術大學原校長。[10]
- 庞波，52歲，常德市副市长、桃源县委书记。[11]

### 29日
- 乔治·威尔逊，81歲，美國前職業籃球運動員，效力過6支NBA球隊，1964年夏季奥运会美国男子篮球代表隊，獲得金牌的隊員之一[12]。
- 刘春生，79歲，中国职业技术教育专家，原天津大学职业技术教育研究所所长、职业技术教育学科创始人和学术带头人。病逝。[13]
- 顏柱（Cemelresai.galange），83歲，台灣魯凱族傳統石板屋建造技術保存者。[14]

### 28日
- 莎莉迪威·迪加瑪尼（Saridewi Djamani），45歲，新加坡籍印度裔死刑犯，2018年因持有走私超过30.72克的海洛因被判販毒罪成，被絞刑處死。[15]
- 马丁·瓦尔泽（德語：Martin Walser），96歲，德国小说家、剧作家[16]。
- 扎克·穆伊斯（Zak Muise），25歲，任職安大略省的加拿大消防員，於2023年加拿大山火中的BC省東北部的偏僻地區執行滅火任務時因所屬車輛發生交通意外，最終傷重殉職；成為第4名山火中殉職的消防員。[17]
- 荷西·保利諾·戈梅斯（José Paulino Gomes），127歲，巴西人瑞，世界最長壽人瑞，因年老引致器官衰竭病逝。[18]

### 27日
- 林恩道，台灣企業家，台灣證券上市公司「智伸科技股份有限公司」董事長（死亡宣布日期）[19]。
- 雷米·盧西迪（法語：Remi Lucidi），30歲，法國極限運動家，在香港地利根德閣進行非法挑戰時從68層樓高處墜地身亡。[20]
- 奧金寶（英語：Eugenio "Nonoy" O'Campo），91歲，香港菲律賓裔資深作曲及編曲家。[21]
- 安力夫，106歲，曾任原中国财贸工会全国委员会主席、分党组书记（享受部长级待遇）。[22]

### 26日
- 趙有亮，78歲，中國演員，國家話劇院原院長。[23]
- 欣妮·歐康諾（英語：Sinéad Marie Bernadette O'Connor），56歲，穆斯林名「舒哈達·薩達卡特」（阿拉伯語：شهداء صداقة），愛爾蘭歌手（死亡宣佈日期）[24]。
- 鄭淑敏，77歲，臺灣媒體界人物，中國電視公司前董事長。[25]
- 莫哈·阿齊茲·賓·胡賽因（馬來語：Mohd Aziz bin Hussain），56歲，新加坡籍馬來西亞裔死刑犯，因2017年販運約50克海洛因被判販毒罪成，被絞刑處死。[26]
- 讓-雅克·奧諾拉，92歲，海地政治人物，前總理。[27]
- 劉靜儀，29歲，暱稱阿晶，澳門網絡藝人，自媒體娛樂公司微辣前藝人，燒炭自殺身亡。[28]
- 蘭迪·麥斯納，77歲，美國音樂家、歌手、作曲家和老鷹樂隊的創始成員，因慢性阻塞性肺病病逝[29]。

### 25日
- 田中禾，82歲，中國作家，曾任河南省文聯副主席，河南省作家協會主席，中國作家協會全國委員會委員。[30]
- 波·戈爾德曼（英語：Bo Goldman），90歲，美國編劇和劇作家，奧斯卡金像獎(二次)、金球獎(二次)及美國編劇工會獎(二次)得主[31]。

### 24日
- 森村誠一，90歲，日本推理小說作家。肺炎。[32]
- 查爾斯·W·米斯納，91歲，美國物理學家，《引力論》的作者之一。[33]
- 崔佛·法蘭西斯（英語：Trevor John Francis），69歲，英國職業足球選手、經理[34]。心臟病。
- 马克·欧杰（法語：Marc Augé），87歲，法国人类学家，提出「非場所」（non-place）的概念[35]。
- 三浦貴（日語：三浦貴），45歲，日本前職業棒球運動員，效力過西武獅隊、讀賣巨人隊，直腸癌病逝[36]。

### 23日
- 拿督斯里哈芝沙拉胡丁阿育，61歲，马来西亚政治人物，国会议员。前伊斯兰党领袖，国家诚信党创党人。曾任農業與農基工業部長，时任國內貿易及生活費部長。[37]
- 阿戈斯甸·印其亞戈（Agustin Intriago），38歲，厄瓜多爾政治人物，曼塔市長，在視察公共工程時遇刺身亡。[38]
- 許壬津，59歲，台灣黑社會人物，天道盟松山會會長。[39]
- 水井真希（日語：水井 真希），37歲，日本性感女星兼導演。[40]

### 22日
- 阿道夫·舍雷爾，85歲，斯洛伐克男子足球運動員，司職前鋒。[41]
- 金特·赫尔曼（德語：Günther Herrmann），83歲，德国前男子職業足球選手[42]。

### 21日
- 東尼·班奈特（英語：Tony Bennett），96歲，美國爵士樂歌手。[43]
- 朱麗葉·邁尼埃爾（法語：Juliette Mayniel），87歲，法國演員。[44]

### 20日
- 米爾科·諾沃塞爾，85歲，克羅埃西亞籃球運動員、教練。[45]
- 拉希德·斯法尔（英语：Rachid Sfar），89岁，突尼斯政治人物，前总理（1986年–1987年）。[46]
- 蘇清良，89歲，台灣古蹟修復土水匠師。[47]
- 裴定一，83歲，中國數學家，密碼研究專業學者，廣州大學密碼科學和信息安全學科創辦人。[48]
- 孔查·加西亞·賽拉（西班牙語：Concha García Zaera），93歲，西班牙藝術家，以使用小畫家軟體創作插畫聞名[49]。
- 高橋千成（日語：高橋ちなり），30歲，日本女藝人，第五世代女大胃王。因肝炎指數「超標38倍」引起肝癌病逝[50][51]。

### 19日
- 雷米吉尤斯·瓦柳利斯，65歲，立陶宛田徑運動員。[52]
- 青林，37歲，韓國演員、歌手，結腸癌病逝[53]。
- 愛蓮娜·瓦達拉（英语：Eleanor Vadala），99歲，美國材料工程師、富蘭克林研究所天文學家、化學家及教育家。[54]

### 18日
- 横田慎太郎，28歲，日本職業棒球運動員，曾效力阪神虎隊，死於腦瘤。[55]
- 經天亮，78歲，中國政治人物、第十一屆全國政協委員。[56]
- 潘富恩，90歲，中國哲學家，原复旦大学哲学系教授。[57]
- 姫莉菜乃（日語：姫莉なの），17歲，日本女性偶像藝人，5人女團「PrinceCHU!」成員，死於過敏性休克。[58]

### 17日
- 徐明河，82歲，台灣剪黏泥塑藝術家。[59]

### 16日
- 珍·柏金（英語：Jane Birkin），76歲，英國演員。[60]
- 哈里·富蘭克福（英語：Harry Gordon Frankfurt），94歲，美国哲学家[61]。
- 大野功統，87歲，日本政治人物，曾任眾議院議員。[62]
- 凱文·米特尼克，59歲，美國電腦安全顧問，作家和駭客。[63]
- 亞當·伊登（Adam Yeadon），25歲，加拿大消防員，任職西北地區，在利亞德堡附近滅火時被倒下的樹擊中傷重殉職。[64]
- 艾莉絲芬奇（Elise Finch），51歲，美國哥倫比亞廣播公司（CBS）知名氣象主播。突發疾病病逝。[65]

### 15日
- 袁天佑，71歲，香港基督教牧師，香港基督教循道衛理聯合教會會長（2012年－2015年），死於癌症。[66]
- 陳茂萱，87歲，台灣作曲家及音樂教育家。[67]
- 比利·麥克米倫，80歲，加拿大男子冰球運動員。[68]
- 李奧納多·麥瑞特·麥亨瑞奇（荷蘭語：Leonard Retel Helmrich），63歲，荷蘭紀錄片導演[69]。
- 倪以信，77歲，中國電力系統專家，中華全國青年聯合會原副主席。[70]
- 吳玲瑤，72歲，美籍華裔作家。[71]

### 14日
- 阿爾伯特·艾申莫瑟，97歲，瑞士化學家，1986年獲沃爾夫化學獎。[72]
- 孔险峰，53歲，六四事件期間曾為北京高校學生自治聯合會“学生敢死队”崇文门地区负责人，病逝。[73]

### 13日
- 游祥耀，70歲，台灣政治人物，前民主進步黨籍基隆市議員。[74]
- 伊萬·瓊斯，63歲，澳大利亞政治人物，前眾議院議員（2010年－2016年），死於癌症。[75]
- 赤池伸彥，65歲，日本政治人物，富山縣南礪市市議員，在南礪市砂子谷協助疏散民眾時發生土石崩塌死亡。[76]
- 周國棟，50歲，中國電視劇導演，曾執導《寶蓮燈前傳》與《夏家三千金》等名作。[77]
- 德文.蓋爾（Devyn Gale），19歲，加拿大消防員，任職於不列颠哥伦比亚省，在東南內陸山區救火時因被一棵倒下的樹擊中殉職。[78]
- 楊政道，55歲，台灣客家音樂創作人，曾以歌曲《一枝擔竿》入圍第3屆金曲獎最佳年度歌曲獎。[79]
- 王雲，年齡不詳，中華人民共和國死刑犯，因携帶亞硝酸鈉帶回幼兒園下毒被判投放危險物質罪罪成，注射死刑。[80]

### 12日
- Ryuchell，本名比嘉龍二，27歲，日本電視及社群網路名人、模特兒、無性別酷兒。警方暫定為自殺。[81]
- 李智秀（英语：이지수 (1993년생 희극인)）（音譯，이지수），30歲，南韓女諧星。家中病逝。[82]

### 11日
- 米蘭·昆德拉，94歲，捷克裔法國籍作家。[83]
- 汪应洛，93歲，中國管理科學與管理工程專家，中國工程院院士。[84]
- 奧列格·尤里耶維奇·佐科夫（俄語：Оле́г Ю́рьевич Цо́ков），51歲，俄罗斯陆军軍人，軍階中將，曾任南部军区副司令，烏俄戰爭期間在別爾江斯克陣亡[85]。
- 阿列斯·普希金（英语：Ales Pushkin），57歲，白俄羅斯藝術家與持不同政見者，因參與抗議卢卡申科政權示威活動被控“煽動種族、民族、宗教或其他社會仇恨或不和”及“褻瀆國家象徵”2罪罪成，被判有期徒刑5年。病逝[86]。
- 黃永田，71歲，台灣企業家、政治人物，台灣國臺南分會成員、前臺南市扁友會會長[87]。
- 理查·馮·席拉赫（德語：Richard von Schirach），81歲，德國漢學家，中國末代皇帝溥仪回忆录《我的前半生》德語版譯者，納粹德國希特勒青年團負責人巴爾杜爾·馮·席拉赫的兒子[88]。
- 兰恒斌，57歲，东北师范大学党委书记。[89]。

### 10日
- 理查·霍凡尼西安（英语：Richard G. Hovannisian），90歲，土耳其裔美國歷史學者，亞美尼亞歷史專業[90]。
- 蘭迪·福爾墨（英语：Randy Fullmer），70歲，美國企業家、動畫片監製[91]。
- 奧利維爾·佩舍（法語：Olivier Pescheux），57岁，法国知名调香师，为瑞士香水生产商奇华顿的首席调香师。[92]

### 9日
- 路易斯·蘇亞雷斯·米拉蒙特斯，88歲，西班牙足球員。[93]
- 小貝諾·C·施密德特，81歲，美國法學學者，曾擔任耶魯大學校長（1986年－1992年）。[94]
- 約瑟夫·帕特里克·坎貝爾（英语：Joe Campbell），68歲，美國職業美式足球運動員，1981年協助奧克蘭突襲者隊奪得超級碗，1992年入選特拉華州名人堂，心臟病。[95]

### 8日
- 陳錦海（英语：Adrian Tan），57歲，新加坡律師，律師公會理事長，癌症病逝[96]。
- 路易斯·馬丁·山齊士·伊尼格斯（西班牙語：Luis Martin Sanchez Iniguez），59歲，墨西哥記者，任職主要媒體「每日新聞報」（La Jornada），被殺。（遺體發現日期）[97]

### 7日
- 海伍德下臨伊頓的布朗勳爵（英语：Simon Brown, Baron Brown of Eaton-under-Heywood），86歲，英國法官，最高法院法官（2009年－2012年）、上議院常任上訴法官（2004年－2009年）。[98]
- 尼基·麥克雷（英語：Nikki McCray），51歲，美國女子籃球運動員。[99]

### 6日
- 阿納爾多·福拉尼（義大利語：Arnaldo Forlani），97歲，義大利天主教民主黨政治家。[100]
- 許舒，92歲，英國殖民地官員和歷史學家、香港政府新界政務署署長（1985年－1987年）。[101]
- 伊凡·馬爾克斯（英语：Iván Márquez），68歲，原名Luciano Marín Arango，哥倫比亞游擊隊領導人，民兵組織哥倫比亞革命武裝力量（FARC）成員。媒体报导称他于该日在委内瑞拉卡拉卡斯一家医院去世[102]，但在2023年8月，其又于一段录音中否认死讯[103][104][105]，2024年，古斯塔沃·佩特罗政府宣布已对真实情况展开调查[106]。
- 穆圖盧·夏庫爾（英语：Mutulu Shakur），72歲，原名Jeral Wayne Williams，美國搶劫、殺人犯，武裝組織「黑人解放軍」（Black Liberation Army）成員，饒舌歌手圖帕克·夏庫爾繼父，骨癌病逝[107]。
- 李尚恩，46歲，韓國古典女高音歌唱家。在金泉市出席演奏会時在洗手間病逝。[108]

### 5日
- 李玟，48歲，美籍香港流行女歌手，因抑鬱症自杀身亡。[109]
- 弗蘭卡·卡佩塔（義大利語：Franca Capetta），86歲，義大利前女子射箭運動員。[110]
- 沈濱義，79歲，中國人民解放軍副大軍區職退休幹部，曾任海軍副司令员，海軍中將軍銜。[111]

### 4日
- 阿都嘉夫沙烈，80歲，馬來西亞政治人物。曾擔任三屆巫統黨籍加拉峇干（2004年－2018年）國會議員。[112]
- 簡諾·揚多（匈牙利語：Jandó Jenő），71歲，匈牙利鋼琴家，布達佩斯李斯特音樂學院教授。[113]
- 阿列克謝·阿夫拉緬科（英语：Aleksey Avramenko），46歲，白俄羅斯政治人物，交通運輸部部長。[114]
- 吳國華，66歲，中國人民解放軍中將，曾任中國人民解放軍火箭軍副司令員。[115]

### 3日
- 阎明复，91歲，中国政治人物，曾任中共中央书记处书记、中共中央统战部长、民政部副部长等职。[116]
- 莱昂·戈蒂埃（法語：Léon Gautier），100歲，法國退役軍人，最後一位參與二戰諾曼第登陸突擊隊員。[117]

### 2日
- 林謙浩，64歲，台灣企業家，合庫金控董事長，因猛爆性肝炎過世。[118]
- 米兰·米卢蒂诺维奇，80岁，塞尔维亚政治人物，第15任总统（1997年－2002年）。[119]
- 凌永顺，86歲，中國電子對抗技術專家，中国工程院院士。[120]
- 樸蜜妮（英語：Minnie Bruce Pratt），76歲，美國教育家，活動家和散文家。[121]
- 李健鴻，87歲，香港婦產科學醫生，香港大學名譽院士（2006年），曾任贊育醫院院長。[122]（訃聞公佈日）
- 莱安德罗·德尼罗·罗德里格斯（Leandro De Niro Rodriguez），19歲，美國男演員，演員勞勃·狄尼洛孫子，吸毒過量。[123]

### 1日
- 克里斯蒂安·达格（法語：Christian Dalger），73岁，法国职业足球运动员，前国家队成员。[124]
- 迪拉诺·范特霍夫（荷蘭語：Dilano van 't Hoff），18岁，荷兰赛车手。於比赛事故中身亡。[125]
- 許介鱗，87歲，台灣政治學者，曾任國立台灣大學政治系教授、法學院院長、社會科學院首任院長（1996年－2000年）。[126]
- 朴圭彩，84歲，韓國男演員，死於肺炎。[127]
- 維多利亞·阿梅麗娜（烏克蘭語：Вікторія Амеліна），37歲，烏克蘭作家，在俄羅斯對烏克蘭克拉馬托爾斯克餐廳空襲中受重傷身亡[128]。
- 冯旸赫，38歲，解放軍上校，中国指挥控制和人工智能领域专家、国防科技大学博士生导师，車禍身亡[129]。
- 許又新，94歲，中國醫生，北京大學第六醫院（北京大學精神衛生研究所）主任醫師，教授。[130]
- 王爱霞，91岁，中国感染病学专家，北京协和医院原感染内科主任，曾于1985年发现中国大陆第一个艾滋病病人[131]。